# Noirlieu
Noirlieu é uma comuna francesa na região administrativa do Grande Leste, no departamento de Marne. Estende-se por uma área de 13.73 km², e possui 106 habitantes, segundo o censo de 2018, com uma densidade de 7.7 hab/km².